# تنصيب دونالد ترمب الأول
تنصيب دونالد ترمب الرئيس ال45 للولايات المتحدة، عبارة عن مراسم افتتاحية بدأت يوم الجمعة في 20 يناير 2017 وفقًا لبنود التعديل العشرين للدستور الأمريكي. أجريّت مراسم التنصيب في الجزء الغربي من مبنى الكابيتول، وهو المقر الرئيس لحكومة الولايات المتحدة الأمريكية الواقع في واشنطن العاصمة. تبدأ المراسم تحديدًا في يوم القسم الرئاسي لتعلن بدء مرحلة جديدة من الانتقال السياسي في الولايات المتحدة، دورتها أربعة سنوات، متمثلة بدونالد ترمب رئيسًا للولايات المتحدة خلفًا لباراك أوباما ومايك بنس نائبًا للرئيس خلفًا لجو بايدن نائب الرئيس السابق. أدى «بنس» القسم الرئاسي نائبًا للرئيس على يد كلارنس توماس أحد القضاة الثمانية المقيمين للمحكمة العليا للولايات المتحدة، بينما أدى ترمب اليمين الرئاسي رئيسًا على يد جون روبرتس رئيس المحكمة العليا. في مراسم تأدية القسم الرئاسي، استخدم ترمب نسخة من إنجيل أهدته إليه والدته، إضافة إلى «إنجيل لينكولن»، وهو ذات الإنجيل الذي أقسم عليه باراك أوباما في العام 2009، إبان حفل تنصيب الأخير رئيسًا في دورته الرئاسية الأولى للولايات المتحدة. تسبق مراسم التنصيب احتفالات تعقد في واشطن العاصمة في الفترة الممتدة ما بين 17 حتى 21 يناير 2017. تشمل كذلك حفلات موسيقية، مراسم أداء اليمين الدستورية، عروض عسكرية وثقافية ومأدبات غداء، بالإضافة إلى صلوات دينية.

## الحضور
أشار مساعد ترمب لشؤون التواصل وسكرتير الصحافة في البيت الأبيض سين سبايسر في مؤتمر صحفي في 21 يناير أن الحضور «أكبر حضور يشهده تنصيب» مؤكدا على ذلك بقوله «نقطة» مشيرا إلى كون ذلك كلام نهائي، في إتهام لوسائل الإعلام بنشرها لتقديرات خاطئة ل«تقليل الحماسة للتنصيب»، مما حدا متابعون لوصف كلامه بأنه «غير صادق». وكثرت المقارنات بين حجم الحشود التي حضرت التنصيب الأول لباراك أوباما عام 2009 والمظاهرات النسوية في اليوم التالي لتنصيب ترمب ولكن محللين سياسيين أشارو أن المقارنة مع الحشود الضخمة التي حضرت تنصيب أوباما يجب أن تأخذ بعين الحسبان طبيعة الحدث المقنعة لحضوره كتنصيب لأول رئيس أمريكي من أصول أفريقية كسبب موضوعي للتفاوت. وأشارت السي إن إن في مقال يقارن مع المظاهرات النسوية أن التنصيب حصل يوم الجمعة بينما نظمت المظاهرات النسوية يوم السبت، حيث يكون هناك اناس أكثر في يوم اجازة.

## ظروف التنصيب
اعتُبر التنصيب بمثابة تتويج رسمي لعملية انتقال الرئاسة إلى دونالد ترمب، والتي بدأت مع نجاحه في الانتخابات الرئاسية الأمريكية في يوم الانتخابات الواقع في 9 نوفمبر من عام 2016، ليكون بذلك الرئيس المنتخب للولايات المتحدة. انتخب المجمع الانتخابية ترمب ونائبه مايك بنس رسميًا في 19 ديسمبر من عام 2016. وُثق فوز ترمب في الانتخابات من خلال فرز الأصوات خلال جلسة مشتركة للكونغرس في 6 يناير من عام 2017.
أصبح ترمب بعد تنصيبه أول رئيس لا يمتلك أي خبرة سياسية أو عسكرية سابقة، بالإضافة إلى أنه أكبر رئيس أمريكي، والأغنى أيضًا. أصبحت زوجته ميلانيا ثاني سيدة أولى من خارج الولايات المتحدة (بعد لويزا آدمز)، وأول سيدة أولى مولودة في دولة غير ناطقة باللغة الإنجليزية، وأول مواطنة متجنسة تصبح السيدة الأولى في الولايات المتحدة، وأول سيدة أولى مولودة في السبعينيات.

## التخطيط
خططت لجنتين رئيسيتين لهذا التنصيب: لجنة الكونغرس المشتركة الخاصة بمراسم التنصيب ولجنة التنصيب الرئاسية لعام 2017. كان من المقرر إجراء الانتخابات في 8 نوفمبر من عام 2016، ولكن لم تبدأ لجنة الكونغرس ببناء منصة التنصيب حتى 21 سبتمبر من ذلك العام.
رفض عدد من الفنانين الذين جرى التواصل معهم أداء المراسم، بمن فيهم جينيفر هوليداي، التي كانت أساسًا الشخص المنشود لتلك المهمة، لكنها اعتذرت عن القيام بذلك بعد أن فكرت أكثر بالموضوع.

### لجنة الكونغرس المشتركة
خططت لجنة الكونغرس المشتركة الخاصة بمراسم التنصيب لحفل أداء اليمين ومأدبة غذاء تنصيب الرئيس المنتخب ترمب ونائبه المنتخب بنس، وتكونت هذه اللجنة من رئيس اللجنة وعضو مجلس الشيوخ الأمريكي روي بلنت من ميزوري، وقادة مجلس الشيوخ ميتش ماكونيل من كنتاكي، وتشاك شومر من نيويورك، ورئيس مجلس النواب بول رايان من ويسكونسن، وقائدي مجلس النواب الأمريكي كيفين مكارثي من كاليفورنيا ونانسي بيلوسي من كاليفورنيا. أشرفت لجنة مجلس الشيوخ الأمريكي للقواعد والإدارة على لجنة الكونغرس المشتركة الخاصة بمراسم التنصيب.
ارتأت لجنة الكونغرس المشتركة الخاصة بمراسم التنصيب أن يكون موضوع مراسم التنصيب «أمريكي بشكل فريد»، لتوضيح أن حفل التنصيب ليس إلا «تعبيرًا أمريكيًا فريدًا معبرًا عن النظام الدستوري» وللتأكيد على الانتقال السلمي للسلطة.
أصدرت لجنة التنصيب في 21 ديسمبر من عام 2016 جدولًا زمنيًا كاملًا لمراسم التنصيب في 20 يناير. نسقت فرقة العمل المشتركة في منطقة العاصمة الوطنية الدعم العسكري للتنصيب الثامن والخمسين، إذ وفرت وحدات عسكرية موسيقية، ومسيرات استعراضية، وحراس راية، ومرشدين، وأشرفت على مراسم إطلاق النار، وبطاريات المدفعية.

### لجنة التنصيب الرئاسية
نظمت لجنة التنصيب الرئاسية لعام 2017 العديد من الأحداث الأخرى المتعلقة بالتنصيب بتوجيه من الرئيس المنتخب ونائب الرئيس المنتخب للولايات المتحدة، مثل الحفلات الموسيقية والاستعراضات. وترأس اللجنة توم باراك، وهو مستثمر عقاري وصديق ترمب وحليفه منذ فترة طويلة، كما أنه مؤسس شركة كولوني كابيتال. كان الرئيسان المشاركان للجنة لويس إم. آيزنبرغ وروي بيلي. شملت قائمة أعضاء اللجنة كل من أباطرة الكازينوهات شيلدون أديلسون وميريام أديلسون وستيف وين وفيل روفين، وصاحب مشاريع النفط هارولد هام، وسيدة الأعمال ديانا هندريكس، وصاحب المشاريع المتعلقة بالفحم جو كرافت، وغايل إكان زوجة كارل إكان، ودالاسايت راي ووشبورن، وجينتري بيتش، وروي بايلي، وودي جونسون مالك نيويورك جتس.
جمعت لجنة التنصيب الرئاسية مبلغ 107 مليون دولار أمريكي لأول مرة على الإطلاق من «المانحين الأثرياء الذين قدم كل شخص منهم مليون دولار أمريكي أو أكثر»، وهو ضعف المبلغ الذي جمعته أي لجنة تنصيب رئاسية سابقة. اتفق المراقبون على أن نفقات النصيب الفعلية لم تشكل سوى جزء صغير من هذا المبلغ، وسعت مجموعة المواطن العام للحماية إلى معرفة ما حدث للأموال المتبقية. قال مسؤولو اللجنة إنهم كانوا يقيمون الجمعيات الخيرية لوهبها الأموال المتبقية. صرحت اللجنة في سبتمبر من عام 2017 بأنها قدمت 3 ملايين دولار أمريكي لثلاث منظمات منفصلة من منظمات الإغاثة من الأعاصير. كما صُرف مبلغ غير محدد لتجديد البيت الأبيض وإقامة نائب الرئيس مايك بنس في واشنطن. قال توم باراك رئيس اللجنة إنه سيُفصح عن المزيد من المعلومات حول التبرعات الخيرية في نوفمبر من عام 2017، ولكن لم يحصل ذلك قط. أفادت لجنة التنصيب الرئاسية بوجود 2.8 مليون دولار أمريكي في البنك بحلول أكتوبر من عام 2017.
يظهر أحد الكشوف الضريبية الصادرة في 15 فبراير من عام 2018 تبرع اللجنة بمبلغ 5 ملايين دولار أمريكي لجمعية خيرية في عام 2017، وهي التبرعات المعلنة سابقًا لمنظمات الإغاثة من الأعاصير، والجمعية التاريخية للبيت الأبيض، وإقامة نائب الرئيس في واشنطن. صُرفت معظم نفقات اللجنة -57 مليون دولار أمريكي- إلى أربع شركات تنظيم أحداث. صُرف مبلغ 26 مليون دولار أمريكي على شركة في كاليفورنيا تدعى دبليو آي إس ميديا بارتنرز، والتي أنشأتها صديقة ميلانيا ترمب ومستشارتها ستيفاني وينستون وولكوف في ديسمبر من عام 2016، إذ أقام موظفوها في فندق ترمب الدولي خلال التخطيط للتنصيب. صُرف 24 مليون دولار أمريكي على منظمة مستقلة أنشأها المنتج التلفزيوني مارك بيرنت «أناغيُرال برودكشنز» لتنظيم أحداث متنوعة. ذكرت اللجنة صرف نحو 15 مليون دولار أمريكي ضمن النفقات الإدارية، بما في ذلك 9.4 مليون دولار أمريكي على السفر و4.6 مليون دولار أمريكي على الرواتب والمستحقات لـ 208 موظفين. أنفقت اللجنة أكثر من 1.5 مليون دولار في فندق ترمب الدولي. ساعدت إيفانكا ترمب في التفاوض على دفع اللجنة لمبلغ قدره 175 ألف دولار أمريكي يوميًا لاستخدامها للقاعة الرئاسية للفندق وغرف الاجتماعات فيه، بعد أن اشتكى كل من غيتس ووولكوف من محاولة تحصيل المدير الإداري لشركة ترمب إنترناشونال ميكاييل داميلينكورت لأسعار أعلى من المتعارف عليها. 